# Sterculia
- Commons
- Wikispecies

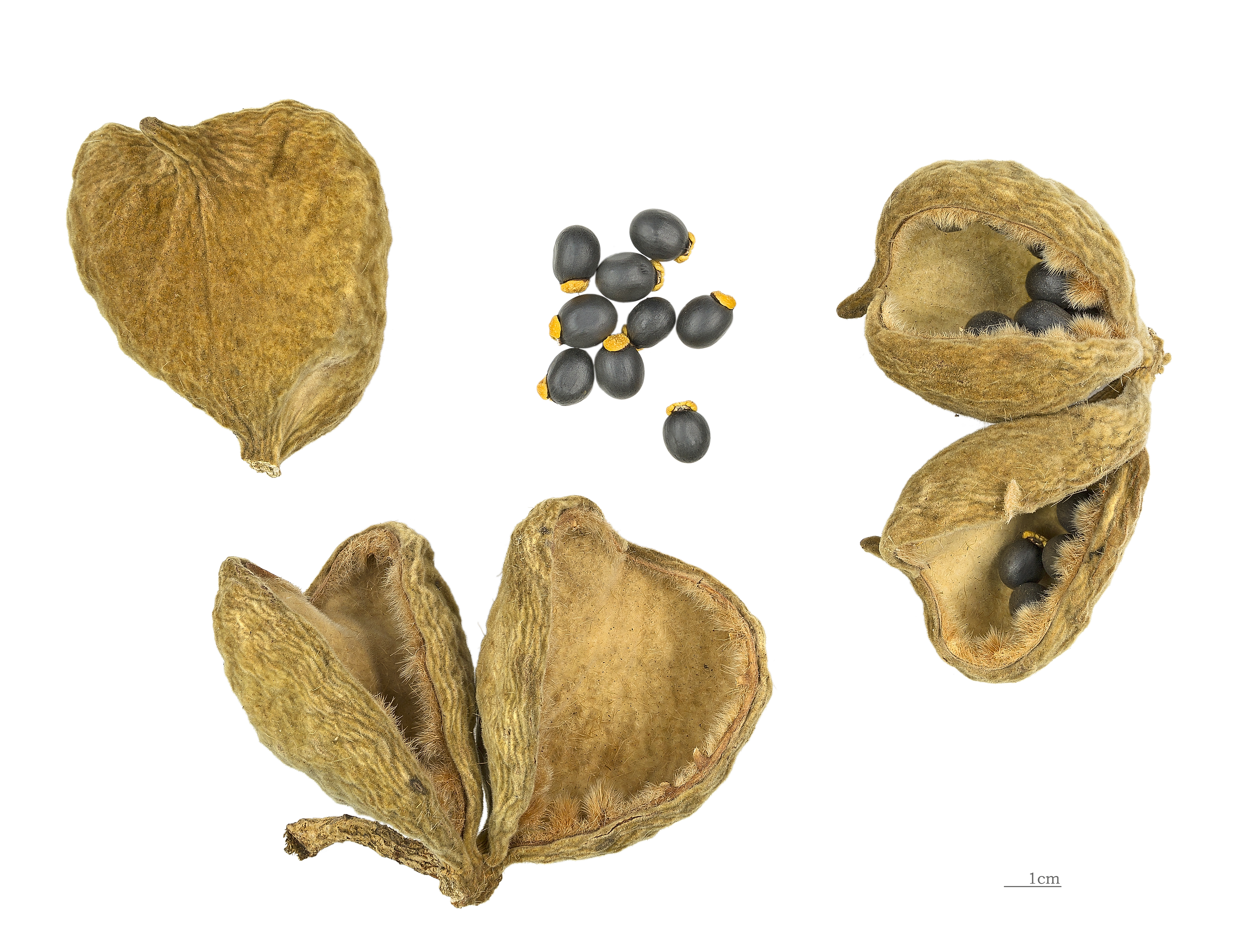
Sterculia setigera MHNT

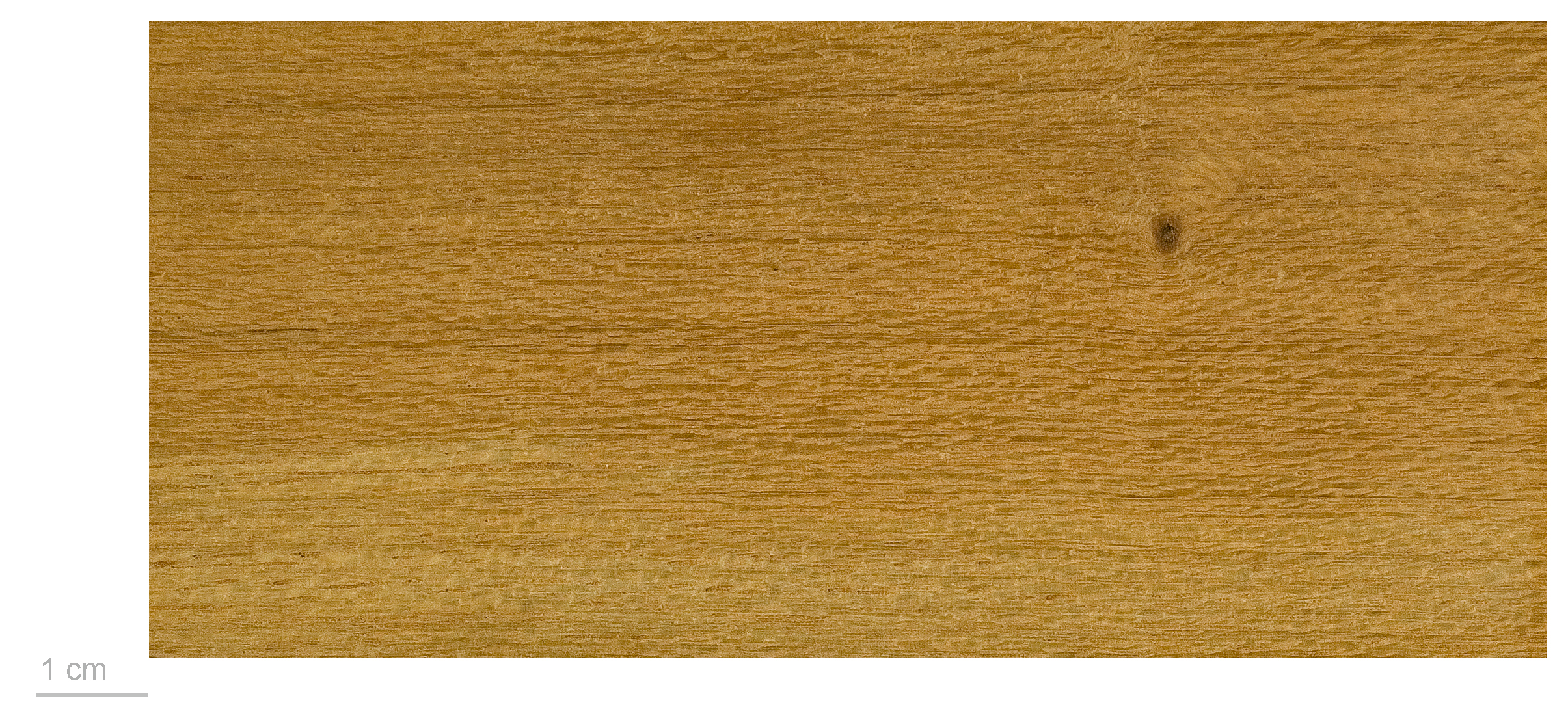
Sterculia pruriens - MHNT

Sterculia é um género botânico pertencente à família Malvaceae.

## Espécies
- Sterculia apetala
- Sterculia chicha (Chichá)
- Sterculia foetida (Chichá-fedorento)
- Sterculia striata

## Galeria

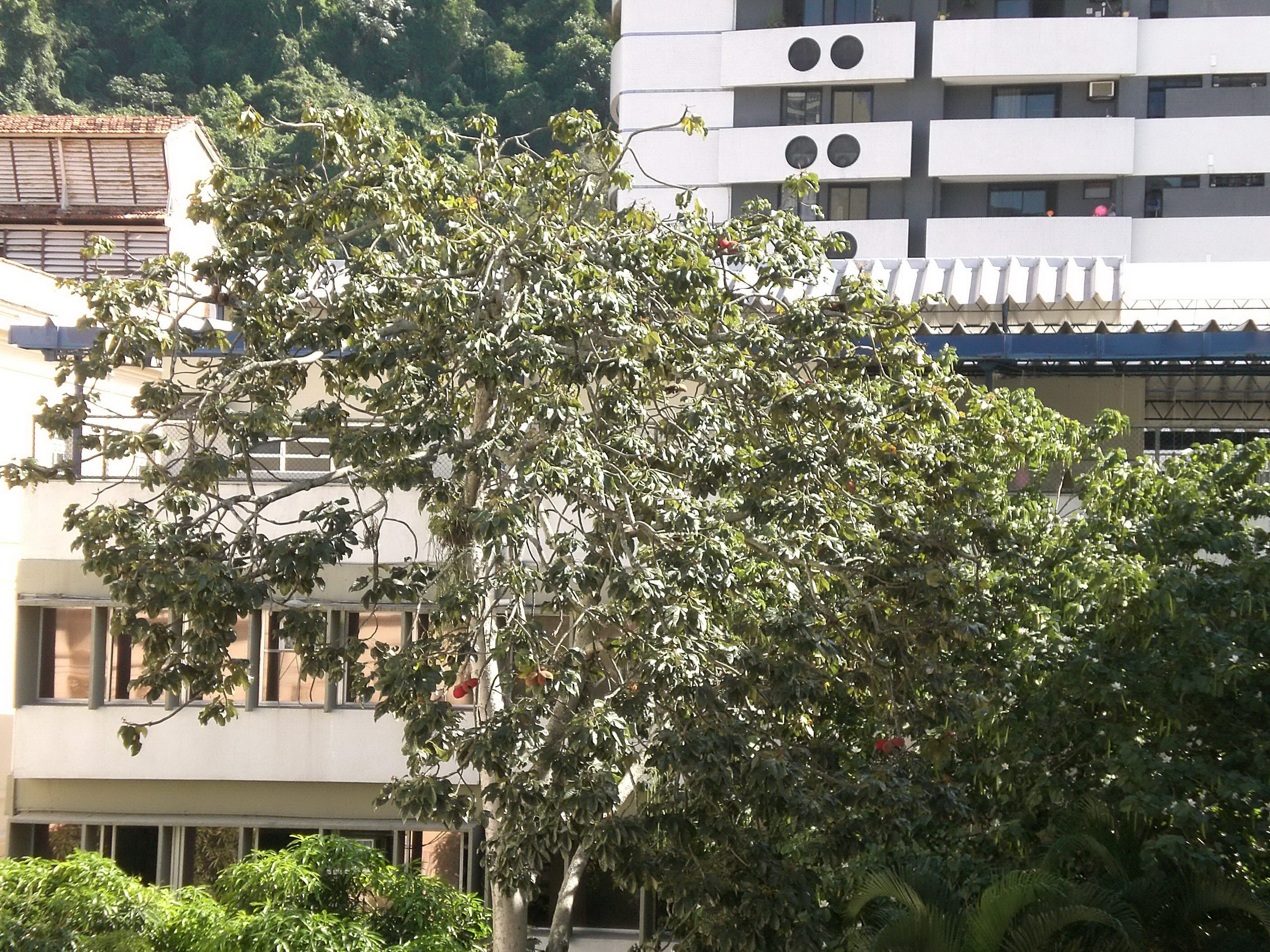
Uma Sterculia e seus frutos vermelhos
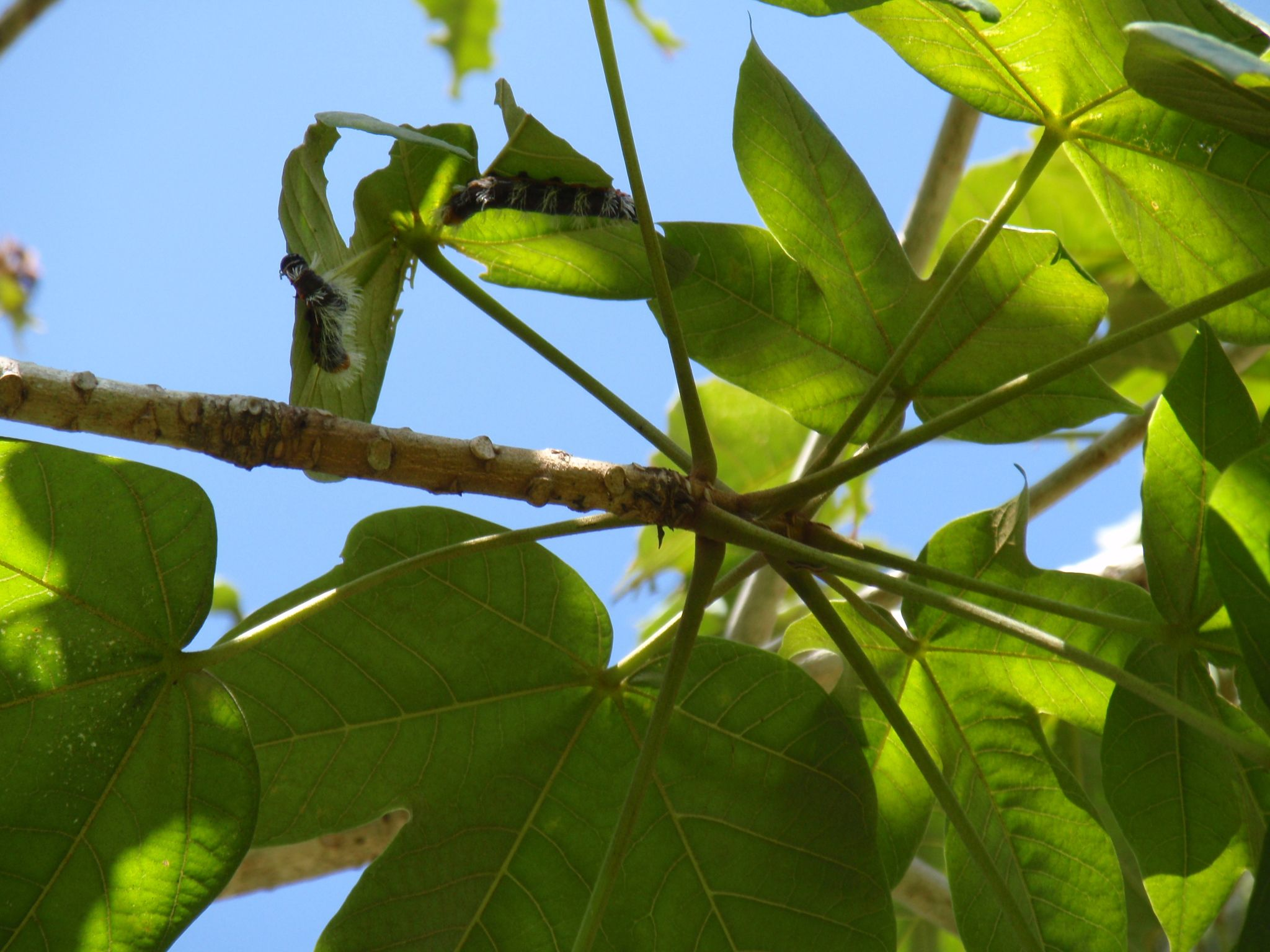
Folhas de Sterculias com lagartas

## Classificação do gênero
| Sistema | Classificação                      | Referência               |
| ------- | ---------------------------------- | ------------------------ |
| Linné   | Classe Monoecia, ordem Monadelphia | Species plantarum (1753) |